# Montagnac (Hérault)
Montagnac – miejscowość i gmina we Francji, w regionie Oksytania, w departamencie Hérault.
Według danych na rok 1990 gminę zamieszkiwały 2953 osoby, a gęstość zaludnienia wynosiła 74 osoby/km² (wśród 1545 gmin Langwedocji-Roussillon Montagnac plasuje się na 131. miejscu pod względem liczby ludności, natomiast pod względem powierzchni na miejscu 97.).